# Зързе (община Драгаш)
Вижте пояснителната страница за други значения на Зързе.
Зързе (на албански: Xërxë, на сръбски: Зрзе) е село в община Драгаш, Призренски окръг, Косово. Населението възлиза на 236 жители според преброяването от 2011 година.

## География
Зързе е част от географския район Ополе, който през 2000 е обединен административно с Гора в единната община Драгаш. Селото е разположено на ок. 4 километра североизточно от градчето Драгаш и на около 25 километра южно от град Призрен.

## История
Според Стефан Младенов в 1916 година Дзърдза е албанско село.